# J. J. O'Brien
Jaleel Steven "J. J." O'Brien (San Diego, California; 8 de abril de 1992) es un jugador de baloncesto estadounidense que pertenece a la plantilla del Tofaş S.K. de la BSL, la máxima categoría del baloncesto turco. Con 2,01 metros de altura, juega en la posición de alero.

## Trayectoria deportiva

### Universidad
Jugó una temporada con los Utes de la Universidad de Utah, disputando 22 partidos, 21 de ellos como titular, en los que promedió 6,3 puntos y 5,5 rebotes por partido, perdiéndose 9 encuentros por una lesión en el pie.
Al año siguiente fue transferido a los Aztecs de la Universidad Estatal de San Diego, pasando una temporada en blanco debido a la normativa de la NCAA. Jugó posteriormente tres temporadas, en las que promedió 8,5 puntos y 4,8 rebotes por partido, siendo incluido en la última temporada en los mejores quintetos absoluto y defensivo de la Mountain West Conference a criterio de los entrenadores de la conferencia.

### Profesional
Tras no ser elegido en el Draft de la NBA de 2015, se unió a los Utah Jazz para disputár las ligas de verano, firmando contrato por el equipo. Poco antes del inicio de la temporada 2015-2016 fue cortado, firmando poco después con los Idaho Stampede de la NBA D-League, filial de los Jazz.
El 16 de enero de 2016 firmó contrato de 10 días con los Jazz, con los que disputó dos partidos, regresando posteriormente a los Stampede.
El 8 de septiembre de 2016, firmó un contrato con los Milwaukee Bucks. Pero el 22 de octubre fue despedido tras disputar cinco partidos de pretemporada.
En 2018, llega a Europa y firma por el KK Bosna con el que acabaría la temporada 2017-18.
En la temporada 2018-2019, firma por el B.C. Astana de la Liga Nacional de Baloncesto de Kazajistán.
En verano de 2019, firma por el AS Mónaco Basket de la Pro A, la máxima categoría del baloncesto francés, en el que jugaría durante tres temporadas.
El 11 de noviembre de 2022, firma por el Nanterre 92 de la Pro A, la máxima categoría del baloncesto francés.
El 4 de julio de 2023 fichó por el Tofaş S.K. de la Basketbol Süper Ligi turca.

## Estadísticas de su carrera en la NBA

### Temporada regular
| Año     | Equipo | PJ | PT | MPP | %TC  | %3P  | %TL  | RPP | APP | ROB | TPP | PPP |
| ------- | ------ | -- | -- | --- | ---- | ---- | ---- | --- | --- | --- | --- | --- |
| 2015-16 | Utah   | 2  | 0  | 3.0 | .000 | .000 | .000 | .5  | .0  | .5  | .0  | .0  |
| Total   | Total  | 2  | 0  | 3.0 | .000 | .000 | .000 | .5  | .0  | .5  | .0  | .0  |